# Szydło

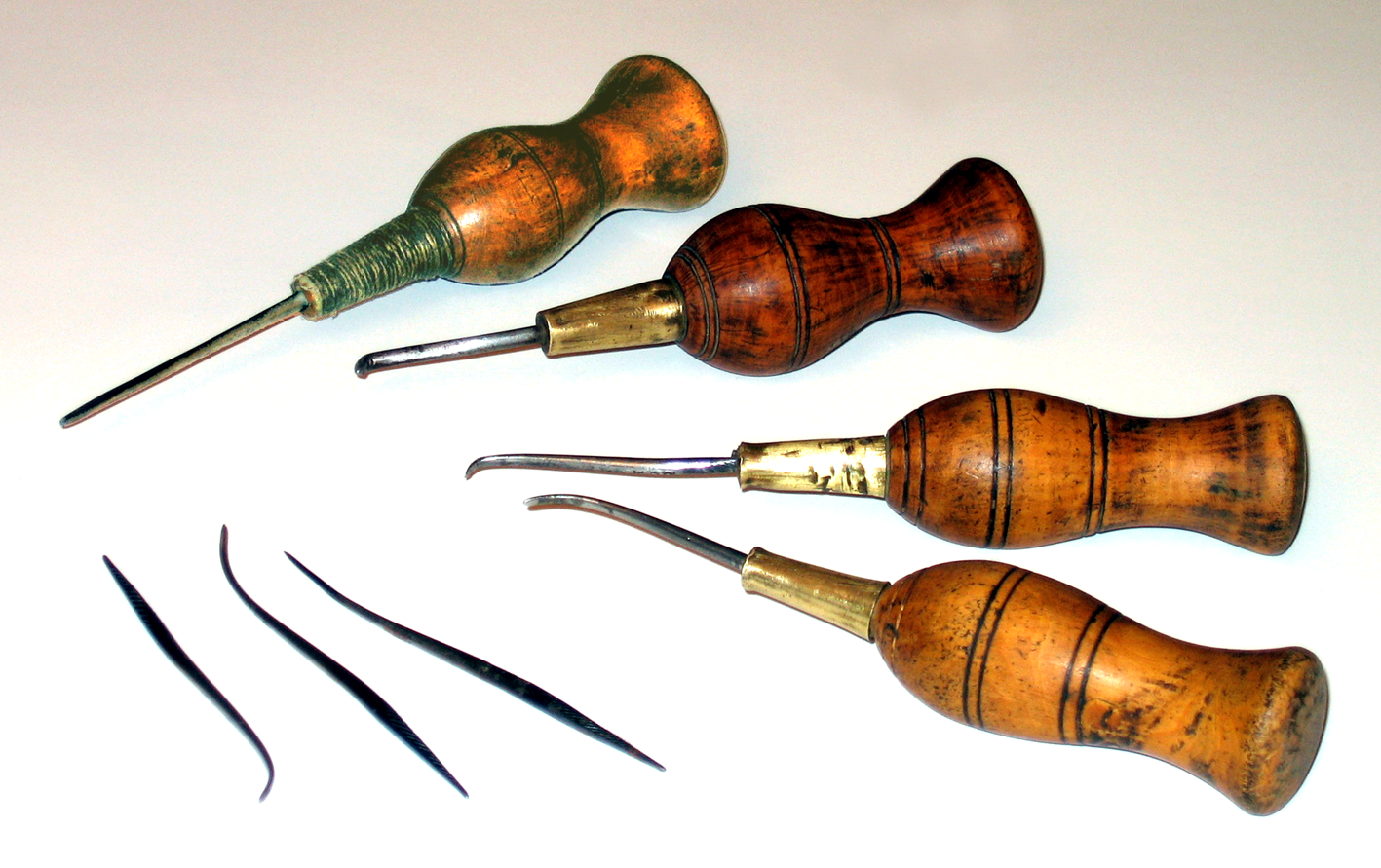
Komplet szydeł szewskich z różnymi ostrzami

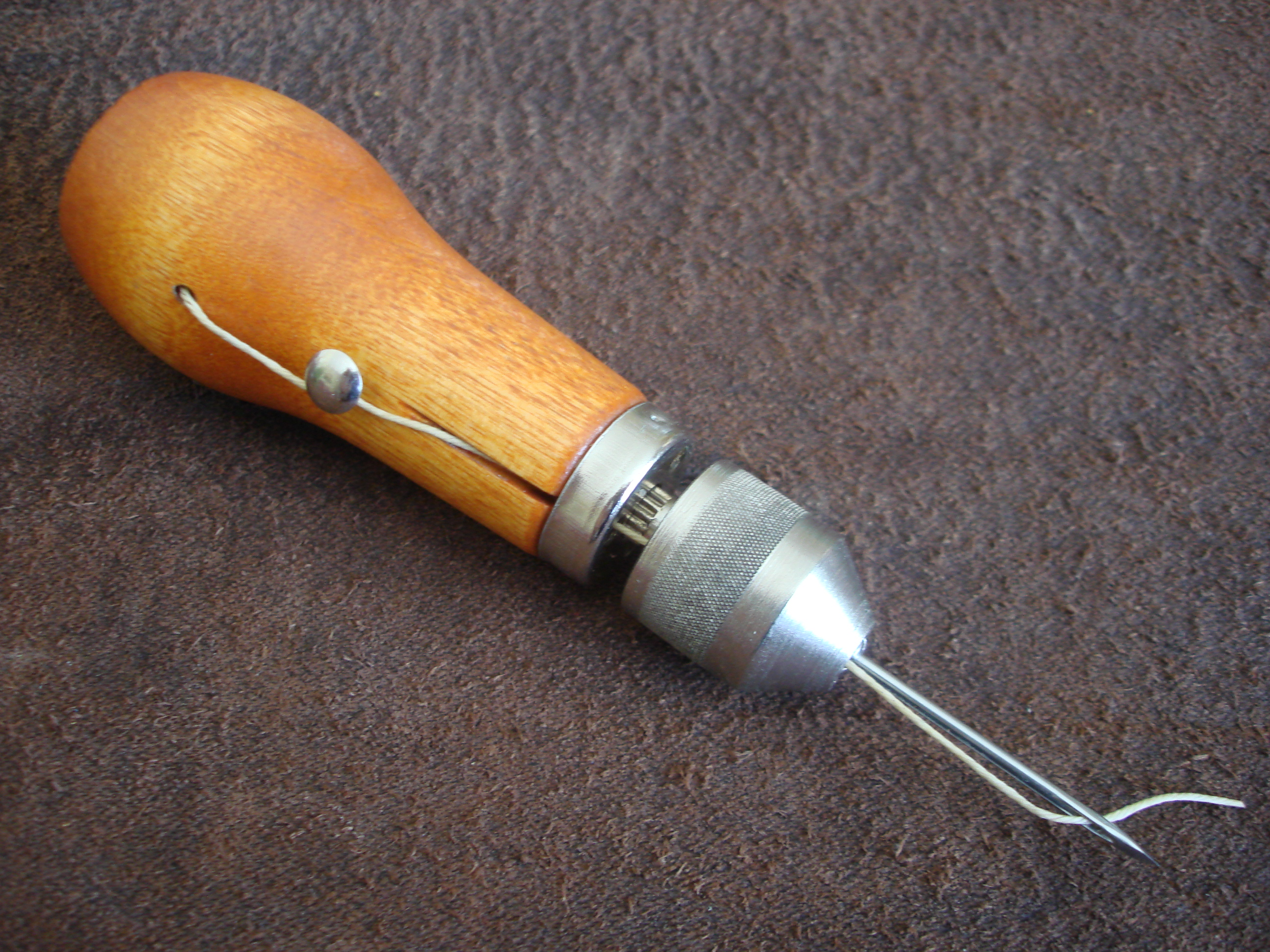
Szydło z otworem do nici

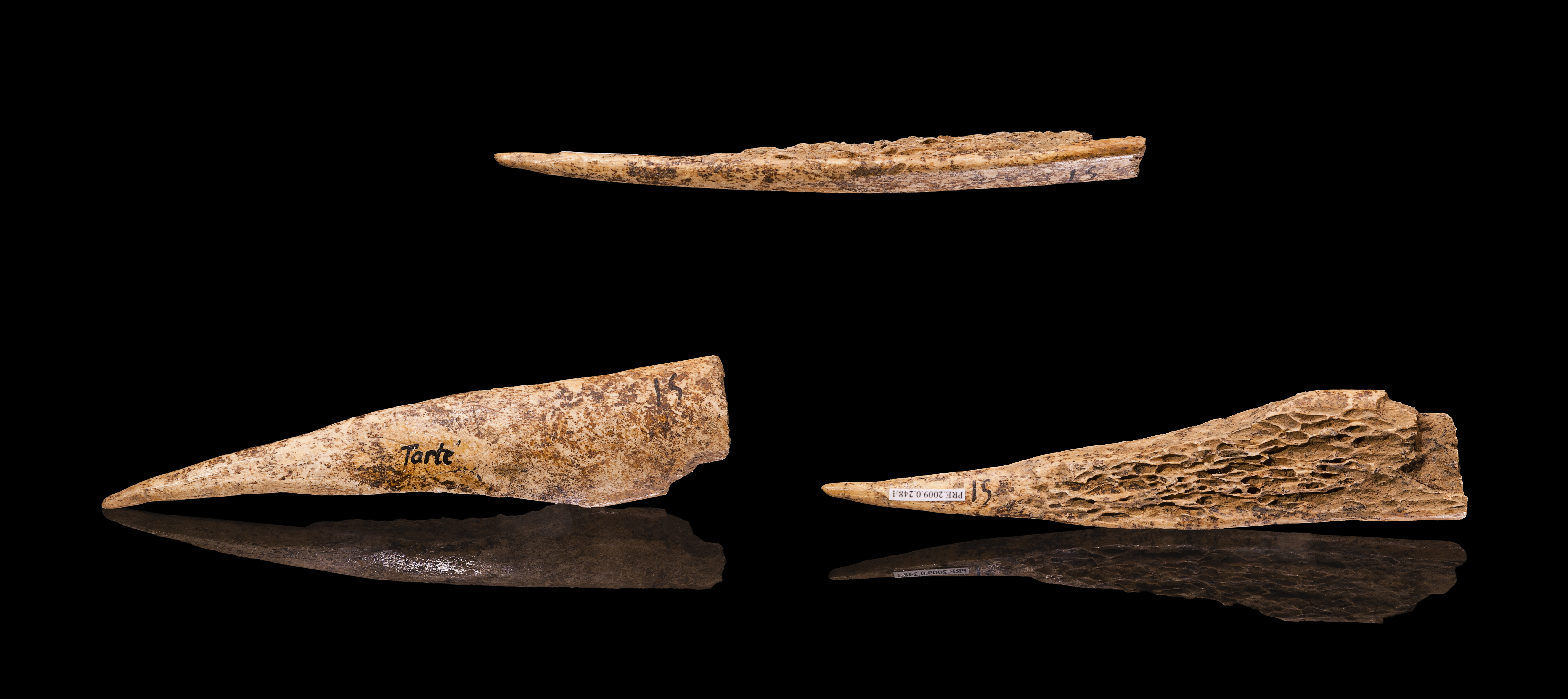
Paleolityczne kościane szydła

Szydło – narzędzie szewskie. Ma kształt cienkiego sztywnego ostrza osadzonego w uchwycie. Służy do przekłuwania skóry podczas szycia. Ostrze może być wyposażone w otwór do przewlekania nici, jak w igle do szycia. W zależności od przeznaczenia, końcówka ostrza może mieć różną grubość i kształt – np. proste i zakrzywione.
Wraz z dratwą szydło stanowiło symbol cechu szewskiego.
Narzędzie to stosowane było również w innych zawodach, np. rymarstwie i kaletnictwie oraz do przekłuwania i szycia również innych twardych materiałów.

## Historia
Szydło jest jednym z najstarszych narzędzi stosowanych przez człowieka. Używane było już w starszym paleolicie – wykonywane wówczas z kości i rogu. Od neolitu po dziś najczęściej wykonywane z metalu.